# Cornell Borchers

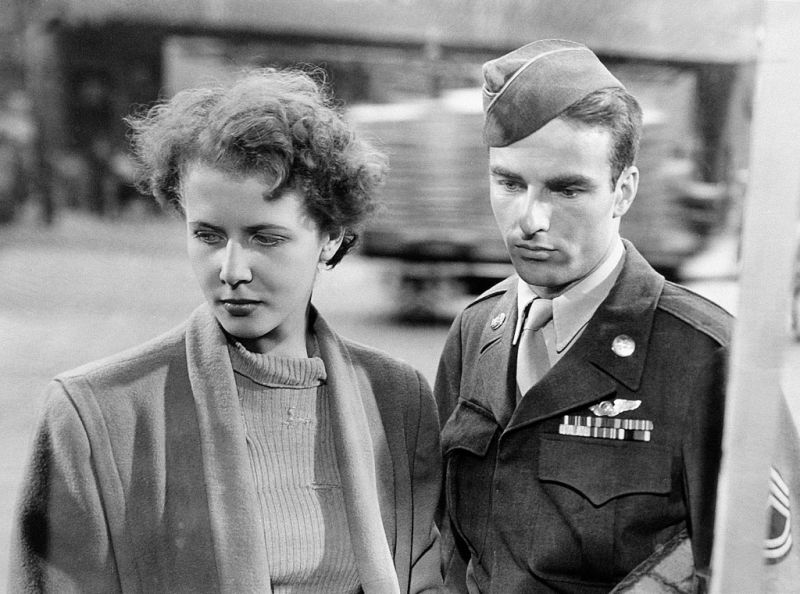
Cornell Borchers (links) mit Montgomery Clift 1950

Cornell Borchers (eigentlich Gerlind Cornelia Borchers, bürgerlich Gerlind Cornell Borchers-Schelkopf; * 16. März 1925 in Heydekrug, Memelland; † 12. Mai 2014) war eine deutsche Filmschauspielerin, die auch in England und Hollywood erfolgreich war.

## Leben
Sie studierte 1945/1946 zwei Semester Medizin an der Universität Göttingen und besuchte danach zwei Jahre eine Schauspielschule. Regisseur Arthur Maria Rabenalt brachte sie im Dezember 1948 zum Film. Rabenalt ließ sie bereits in ihren ersten Filmen unter dem Namen Cornell Borchers, unter dem sie später auch in Hollywood und England bekannt wurde, auftreten. Diese waren Anonyme Briefe und Martina.
Der dritte Film der Borchers, die 1949 im zerbombten Berlin gedrehte deutsch-amerikanische Koproduktion The Big Lift, in der sie unter dem Pseudonym Cornella Burch als Partnerin von Montgomery Clift spielte, ebnete ihr den Weg zu einer internationalen Filmkarriere. Doch zunächst hatte sie nach kurzem erfolglosem Engagement bei der 20th Century Fox überwiegend Rollen in deutschen Produktionen.
Nachdem sie 1955 für ihre Rolle als Adoptivmutter Inga Hartl in Das geteilte Herz mit dem British Film Academy Award als beste ausländische Darstellerin ausgezeichnet worden war, kamen nun auch wieder Angebote aus Hollywood, wo sie von den Universal Studios als Neuentdeckung aufgenommen wurde. Hier spielte sie u. a. mit Rock Hudson und Errol Flynn in Melodramen wie Nur du allein und Istanbul. Der deutsche Film bot ihr Rollen im Heimatfilmbereich wie 1956 in Rot ist die Liebe als Jugendliebe des Heidedichters Hermann Löns, der hier von Dieter Borsche dargestellt wurde.
Cornell Borchers, zunächst mit dem Engländer Bruce Cunningham verheiratet, heiratete in zweiter Ehe den deutschen Filmproduzenten Toni Schelkopf. Im Jahr 1959 beendete Borchers ihre Karriere, um sich ihrer Familie zu widmen. Danach lebte sie von der Öffentlichkeit zurückgezogen am Starnberger See.

## Filmografie
- 1949: Anonyme Briefe
- 1949: Martina
- 1950: Es begann mit einem Kuß (The Big Lift)
- 1950: Absender unbekannt
- 1950: 0 Uhr 15 Zimmer 9
- 1950: Die Lüge
- 1951: Die tödlichen Träume
- 1951: Unvergängliches Licht
- 1951: Das ewige Spiel
- 1951: Schwarze Augen
- 1952: Abenteuer in Wien
- 1952: Haus des Lebens
- 1954: Schule für Eheglück
- 1954: Maxie
- 1954: Das geteilte Herz (The Divided Heart)
- 1955: Oase (Oasis)
- 1956: The Dark Wave (Dokumentar-Kurzfilm)
- 1956: Nur Du allein (Never Say Goodbye) – Regie: Jerry Hopper
- 1957: Rot ist die Liebe
- 1957: Istanbul – Regie: Joseph Pevney
- 1958: Das Herz ist stärker (Flood Tide) – Regie: Abner Biberman
- 1959: Arzt ohne Gewissen